# Shannon (ø)
 For alternative betydninger, se Shannon. (Se også artikler, som begynder med Shannon)
Shannon er en stor ø i Grønlands Nationalpark, der ligger øst for Hochstetter Forland og har et areal på 1466 km². Den er opkaldt efter fregatten HMS Shannon af Douglas Charles Clavering på hans 1823 ekspedition. Han havde gjort tjeneste på skibet som søkadet under Napoleonskrigene under sir Philip Broke. 
De fleste kendemærker på øen blev navngivet af den Anden Tyske Nordpolsekspedition under Carl Koldewey i 1869-70. Mellem oktober 1943 og juni 1944 opererede den tyske meteorologiske ekspedition Bassgeiger under vanskelige omstændigheder ved Kap Sussi på Shannon, da deres skib Coburg strandede ud for øen. Stationen blev opdaget af grønlandske fangere, men besætningen blev evakueret ad luftvejen til Norge før tyskerne kunne tages til fange. 
Der er adskillige jagthytter på øen, der er habitat for mange dyrearter, såsom isbjørn, hvalros, moskusokse og ravne.